# 11:46
『11:46』（じゅういちじよんじゅうろっぷん、原題: End of the Line）は、2006年にカナダで製作されたホラー映画。新興宗教団体「希望の声」が巻き起こす大規模な惨劇を、主人公達のミクロな視点を通して描く。原題の"End of the Line"とは終着駅のことである。

## あらすじ
多忙な1日を終えて帰路についた看護師・カレンは、地下鉄に乗車して間もなく停電に見舞われる。停車した真っ暗な電車の中で、彼女は奇怪なクリーチャーに襲われる幻覚に見まわれる…。そんな中乗客の人々のポケベルが鳴りポケベルを見ると同時に「希望の声」の信者達が十字架の短剣で人を襲い殺し始める。

## スタッフ
- 監督・脚本・製作・製作総指揮・編集：モーリス・デヴェロー
- 製作補：エイドリアン・モロー
- 音楽：マルタン・ゴーティエ
- 撮影監督：デニス=ノエル・モスタート
- 美術：ジーン=フィリップ・ヘバート
- 衣装：ジュリー・ペロー
- 特殊メイク：エイドリアン・モロー
- 特殊視覚効果：ジーン=レナード・ゴーティエ、マルタン・ゴーティエ

## キャスト
（左から役名、キャスト）
- カレン：イロナ・エルキン
- マイク：ニコラス・ライト
- ニール：ニール・ネイピア
- ジュリー：エミリー・シェルトン
- ジョン：ティム・ロゾン
- サラ：ニナ・M・フィリス
- ベティ：ジョーン・マクブライド
- パトリック：ロビン・ウィルコック